# Парноватое
Парноватое (укр. Парнувате) — село,
Подвысочанский сельский совет,
Боровский район,
Харьковская область, Украина.
Код КОАТУУ — 6321083505. Население по переписи 2001 года составляет 71 (33/38 м/ж) человек.

## Географическое положение
Село Парноватое находится между сёлами Подвысокое и Ясиноватое (~2 км).
К селу примыкает небольшой лесной массив.

## История
- 1785 — дата первого упоминания села.

## Экономика
- Вокруг села есть молочно-товарная, свино-товарная и птице-товарная фермы.